# Nazionale maschile di hockey su ghiaccio del Kazakistan
La nazionale di hockey su ghiaccio maschile del Kazakistan (Қазақстан мұзды хоккей ұлттық құрамасы) è controllata dalla Federazione di hockey su ghiaccio del Kazakistan, la federazione kazaka di hockey su ghiaccio, ed è la selezione che rappresenta il Kazakistan nelle competizioni internazionali di questo sport.

## Risultati
A livello olimpico la rappresentativa ha partecipato a due edizioni dei Giochi olimpici invernali, giungendo all'ottavo posto nel 1998 e al nono posto nel 2006.
A livello di campionati mondiali, su 18 partecipazioni, ha ottenuto il miglior risultato nel 2005, rappresentato da un dodicesimo posto.
Per quanto riguarda i giochi asiatici invernali, ha partecipato a sei edizioni, conquistando sempre medaglie: quattro volte d'oro (1996, 1999, 2011 e 2017) e due d'argento (2003 e 2007).